# Rifugio Galassi
Il rifugio Galassi è un rifugio alpino situato alla forcella piccola del monte Antelao, nelle Dolomiti Bellunesi, a 2.018 m s.l.m. e costituisce punto di appoggio per le alte vie n. 4 e 5, per la via alpina (itinerario giallo) e per la salita al monte Antelao.

## Storia
Inaugurato nel 1913 come caserma militare, venne intitolato al tenente Pietro Galassi. Nel 1928 la caserma venne abbandonata per poi essere data in gestione alla sezione di Pieve di Cadore del CAI che lo ha gestito fino al 1933. Nel 1937 fu restituito all'autorità militare e nel 1950 venne affidato alla sezione del CAI di Mestre che lo diede in gestione alla coppia Moretti - Zugliani fino al 1960. Il rifugio venne restaurato due volte, nel 1967 e nel 1973. Dal 1970 ad oggi viene gestito dai volontari del CAI di Mestre che settimanalmente si alternano nella gestione del rifugio.

## Accessi
- Da San Vito di Cadore (1011 m), per il sentiero 228 fino al Rifugio Scotter, poi per il sentiero 229 e infine per il sentiero 227 (circa 1.45 h).
- Da Calalzo di Cadore (806 m) su strada asfaltata aperta al traffico si raggiunge la località Praciadelan (1046 m). Da qui prosegue una strada sterrata di 6,5 km (aperta al traffico, ma percorribile solo con fuoristrada o 4x4) che risale la val d'Oten fino ad arrivare al rifugio Capanna Degli Alpini. Da qui si prosegue a piedi per il sentiero 255 (circa 1.45 h).
- Dal rifugio Antelao (1796 m) per il sentiero 250 attraverso la forcella del ghiacciaio in circa 6 ore (il sentiero comprende un tratto attrezzato).